# Ярослав Хашек
Ярослав Хашек (на чешки: Jaroslav Hašek; 1883 – 1923) е чешки писател. Автор е на много произведения – художествени и публицистични.
Най-известната му творба е сатиричният роман „Приключенията на добрия войник Швейк през Световната война“, в който главен герой е мобилизираният в Първата световна война Йозеф Швейк.

## Биография
Роден е в Прага в семейството на беден учител. За участие в политическа демонстрация е изключен от гимназията. От 1903 г. се отдава изцяло на литературна дейност. Като юноша обича много да пътува и за няколко години обикаля Австро-Унгария (Словакия, Унгария, Галиция, Южна Полша), Балканския полуостров (през 1903 г. няколко седмици пребивава в България и написва фейлетон за пътуването си от Никопол до Русе), Венеция, Бавария.
През 1906 се присъединява към анархисткото движение. Води редовни лекции пред група работници и през 1907 става редактор на анархисткото списание „Комуна“.
До началото на Първата световна война Хашек написва над 1000 разказа. През войната е мобилизиран в Австро-унгарската армия, но през 1915 г. преминава фронтовата линия и се предава на руснаците. През 1918 г. постъпва в Червената армия, става член на ВКП (б).
В годините на Гражданската война редактира чешки, немски и унгарски списания. В началото на 20-те години, поканен от чехословашка делегация, се връща в родината си. През 1921 г. започва да публикува своето най-значимо произведение „Приключенията на добрия войник Швейк през Световната война“. Оригиналното издание на романа е богато илюстровано от чешкия график Йозеф Лада. С тези илюстрации Лада става световноизвестен. От романа излизат четири части, но той остава недовършен. На български е преведен великолепно от големия славист проф. Светомир Иванчев.

## Памет
На Ярослав Хашек е наречена улица в квартал „Левски В“ в София (Карта).